# Dværgplanet
En dværgplanet er en relativt ny klasse af objekter i Solsystemet, der blev indført af den Internationale Astronomiske Union (IAU) 24. august 2006. Betegnelsen er indført samtidig med, at man vedtog definitionen på, hvad en planet er. Dværgplaneter er ikke, som navnet måske ellers antyder, en type af planeter, men en helt ny kategori. Dværgplaneter er defineret som himmellegemer, der:
1. Kredser om Solen (dvs. er ikke måner eller exoplaneter)
2. Er tunge nok til at trække sig selv (omtrent) runde (ligesom en planet)
3. Ikke har "renset" sin bane for materiale (modsat en 'rigtig' planet)

Alle objekter med bane omkring Solen, og som ikke enten er med i denne gruppe eller kategorien planeter, benævnes smålegemer i solsystemet.
Man kalder objekter som er store nok til at de er runde, men som er for små til at have renset deres baner for mindre objekter med tyngdekraften modsat planeter for Dværgplaneter. De er i et selvstændigt omløb omkring solen.
Den først opdagede dværgplanet var Ceres om blev opdaget i 1801 af Giuseppe Piazzi. 

## Dværgplaneter
Foreløbig består klassen af dværgplaneter af:
| Navn     | Kategori       | Diameter       | Masse         |
| -------- | -------------- | -------------- | ------------- |
| Ceres    | Asteroidebælte | 950 km         | 9•1020 kg     |
| Pluto    | Plutino        | 2.390 km       | 1,250•1022 kg |
| Eris     | Scattered disc | 2.400 km       |               |
| Makemake | Cubewano       | 1.500 km       | Ukendt        |
| Haumea   | Cubewano       | 1.600-2.000 km | 4,2•1021 kg   |

Desuden er der en række kandidater, der skal undersøges nærmere af IAU:
| Navn                 | Kategori                | Diameter     | Masse              |
| -------------------- | ----------------------- | ------------ | ------------------ |
| Orcus                | Plutino                 | 840 km       | (6,2-7,0)•1020 kg  |
| Sedna                | Extended Scattered Disc | 1180–1800 km | (1,7-6,1)•1021 kg  |
| Quaoar               | Cubewano                | 989–1346 km  | (1,0-2,6)•1021 kg  |
| Charon (Plutos måne) | Plutino                 | 1207 km      | 1,5•1021 kg        |
| 2002 TC302           | Scattered disc          | 1200 km      | Ukendt             |
| Varuna               | Cubewano                | 939 km       | 5,9•1020 kg        |
| 2002 UX25            | Cubewano                | 910 km       | 7,9•1020 kg        |
| 2002 TX300           | Cubewano                | 900 km       | Ukendt             |
| 28978 Ixion          | Plutino                 | 822 km       | Ukendt             |
| (55565) Aya          | Cubewano                | 700 km       | Ukendt             |
| 10 Hygiea            | Asteroidebælte          | 434±14 km    | (8,32±0,8)•1019 kg |
| 2017 OF201           |                         |              |                    |

## Dværgplanetsonder
- — Dawn gik i kredsløb om Ceres i februar 2015.
- — New Horizons fløj forbi Pluto 14. juli 2015.

## Kuriosum
På grund af de trojanske asteroider, der deler kredsløb med Jupiter, skulle Jupiter herefter klassificeres som en dværgplanet (qua "3. Ikke har "renset" sin bane for materiale"). Imidlertid er de trojanske asteroider der, ikke fordi Jupiter ikke har været i stand til at fjerne dem, men fordi Jupiter har indfanget dem og fastholdt dem i Lagrangepunkterne L4 og L5.